# Torontská škola

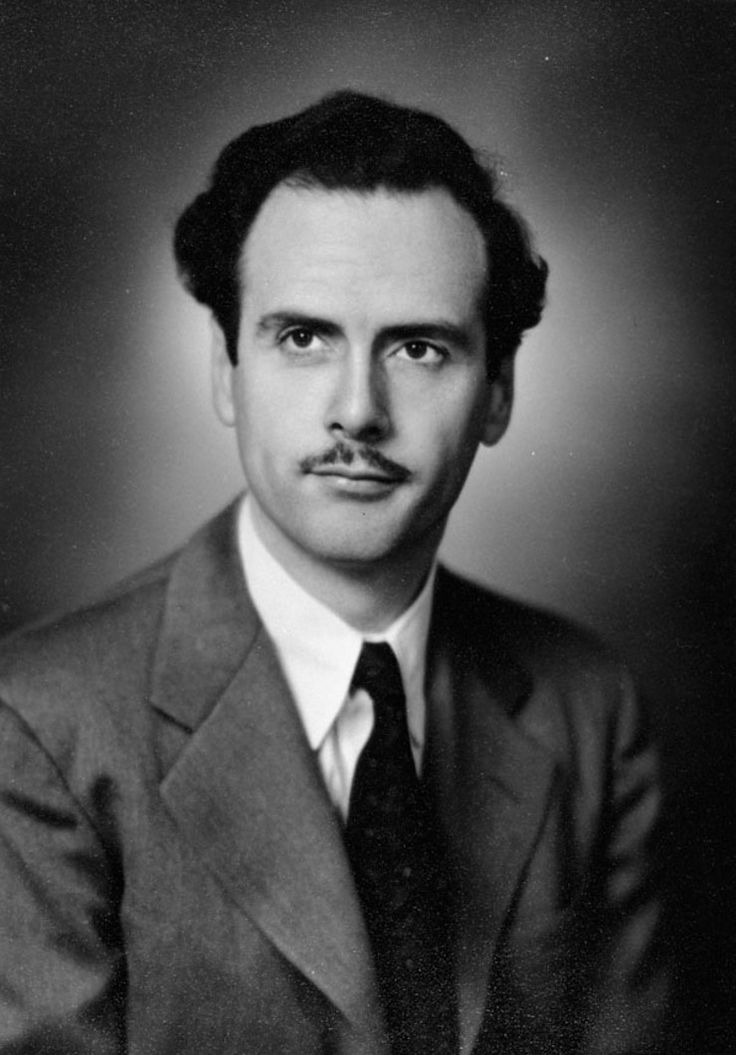
Marshall McLuhan - 1911-1980

Torontská škola je označení skupiny pedagogů působících na Torontské univerzitě, kteří se zabývali mediálními teoriemi Harolda Innise a následně Marshala McLuhana. Hlavním bodem této školy byl technologický komunikační determinismus, který připisuje významný, ba přímo dominantní, vliv mediálních nosičů na uzpůsobení sociální a kulturní formace obyvatel. Technologický determinismus tvrdí, že účinky na společnost jsou možné nezávisle na přenášeném mediálním obsahu.
Spolu s Innisem a McLuhanem patří do tzv. torontské školy i antropolog Edmund Snow Carpenter.

## Stěžejní práce
Mezi stěžejní díla torontské školy patří čtyři publikace. Dvě z nich pochází od autora Harolda Innise a zbylé dvě jsou od Marshalla McLuhana. Do češtiny bylo přeloženo jen jedno dílo.

### Empire and Communications
Kniha od Harolda Innise publikovaná v roce 1950 na Torontské univerzitě. Název lze přeložit jako Říše a komunikace. Skládá se z šesti Innisových přednášek vedených na zmíněné univerzitě v roce 1948. V díle se autor zabýval rozsáhlým historickým průzkumem toho, jak média ovlivňují vzestup a pád říší.

### The Bias of Communication
Kniha od Harolda Innise poprvé publikována v roce 1951. Pro anglické slovo bias neexistuje český ekvivalent a v kontextu sdělení má vždy (mírně) odlišný význam. Volně přeložený název by mohl znít Zaujatá komunikace.
Jedná se o sbírku esejů, které pojednávají o vztazích mezi komunikačními prostředky dané společnosti s obecnou schopností společnosti udržet si kontrolu nad vývojem těchto technologií. Innis hovoří o politické a ekonomické síle, která měnila společnost a poukazuje na významnou roli komunikace, která má vliv na přeměnu společnosti. Innis přišel s pojmem monopol vědění.

### The Gutenberg Galaxy
Kniha od Marshalla McLuhana byla publikována v roce 1962. Český překlad by zněl Gutenbergova galaxie. Tato kniha proslavila svého autora na akademickém poli.
Autor pojednává o vývoji komunikace. Zabývá se ústní a tištěnou oblasti mediálních obsahů, taktéž pojednává o kulturálních studiích a mediální ekologii. Stěžejním bodem publikace je pojednání o tom, jak vývoj technologií změnil nejenom způsob komunikace, ale i způsob, jak nahlížíme a poznáváme svět.

### Understanding Media: The Extensions of Man
Kniha, vydaná v roce 1964, se dočkala i českého překladu v roce 1991 s názvem Jak rozumět médiím: extenze člověka. Autor média chápe jako extenzi člověka. Média následně působí na člověka, a to nejen svým obsahem, ale i sebou samotným (medium is message). Autor se též věnuje pojmu globální vesnice, který popisuje současný svět, který se "smrsknul" do jedné vesnice kvůli elektrickým moderním technologiím.